# 移動火葬車
移動火葬車（いどうかそうしゃ）は車上に火葬用の炉を積載し、不特定の場所へ移動して火葬を行える機能を有する自動車。ペット専用のものはペット火葬車とも呼ばれる。
2022年のロシアのウクライナ侵攻において、ロシア軍が戦争犯罪を隠蔽するために、移動式火葬施設を使用したことが報じられた。

## ペット火葬車
近年、ペットが単なる愛玩動物から「家族の一員」と見なされる傾向が強くなった事からペット供養への要望も強くなっており、それに関連するビジネスの一環として日本では1989年（平成元年）に登場した。トラックやデリバリーバンなどに火葬炉と排煙装置、それらを動かすための発電機などを搭載し、飼主の元を訪問してペットの火葬を行う。小動物に対応した軽トラックベースのものから、1～2トン級の貨物車をベースにした大型犬も対応可能なものもある。
24時間365日対応をうたう業者も少なくないが、参入に法規制が無かったことからトラブルも多発。2007年（平成19年）には業界団体として「日本ペット訪問火葬協会」が設立された。また、近年ではペット霊園なども含めて条例制定や法整備が進められており、移動火葬車の規制や運用違反への罰則を定めた自治体も存在する。

## 移動火葬の種類

### 軍用車両
ロシア連邦軍では戦死者を前線で火葬するための移動火葬車を運用している。戦死者を後方に移送する手間を省くことが目的と言われている。2022年ロシアのウクライナ侵攻において、ウクライナのマリウポリの市議会は4月6日、ロシア軍が戦争犯罪を隠蔽するため「移動式火葬場」を稼働させ、殺害したウクライナ人の遺体を焼却しているとSNSで明らかにした。